# Lentibulariaceae
Lentibulariaceae es una familia de plantas carnívoras con tres géneros dentro del orden Lamiales.

## Géneros
- Genlisea
- Pinguicula
- Utricularia

## Sinonimia
- Pinguiculaceae
- Utriculariaceae